# جورج هوب برترام
جورج هوب برترام هو سياسي كندي، ولد في 12 مارس 1847، وتوفي في 20 مارس 1900 في كندا. حزبياً، نشط في الحزب الليبرالي الكندي. وقد انتخب عضو مجلس العموم الكندي.